# Redemptoristenkolleg
Redemptoristenkolleg nennt man die Ordensniederlassungen der Redemptoristen (Kongregation des Heiligsten Erlösers, Congregatio Sanctissimi Redemptoris, CSsR), 1732 von Alfonso Maria de Liguori gegründet (daher auch Liguorianer). Ab den 1780ern finden sie sich auch nördlich der Alpen.

## Liste

### Deutschland
- Kloster Gars, Gars am Inn, Bayern
- Redemptoristenkloster Bochum, Nordrhein-Westfalen
- Redemptoristenkloster Bonn, Nordrhein-Westfalen
- Kloster Geistingen, Nordrhein-Westfalen

### Österreich
- Redemptoristenkloster Oberpullendorf, Burgenland
- Redemptoristenkolleg Eggenburg, Niederösterreich
- Redemptoristenkolleg Katzelsdorf, Niederösterreich
- Redemptoristenkolleg Puchheim, Attnang-Puchheim, Oberösterreich
- Redemptoristenkolleg Leoben, Steiermark
- Redemptoristenkolleg Innsbruck, Tirol
- Kloster Maria am Gestade, Wien

## Nachweise
- Österreich: Redemptoristen - Österreichische Provinz, Referat für die Kulturgüter der Orden, Superiorenkonferenz der männlichen Ordensgemeinschaften Österreichs und der Vereinigung der Frauenorden Österreichs